# Heinrich Hoffmann (Korvettenkapitän)
Heinrich Hoffmann (17 de agosto de 1910 - 29 de janeiro de 1998) foi um oficial alemão que serviu na Kriegsmarine durante a Segunda Guerra Mundial. Foi condecorado com a Cruz de Cavaleiro da Cruz de Ferro com Folhas de Carvalho.

## Condecorações
| Cruz de Ferro (1939) 2ª Classe                                   | 18 de novembro de 1939 |
| Cruz de Ferro (1939) 1ª Classe                                   | 6 de janeiro de 1941   |
| Distintivo de Guerra Contratorpedeiro                            | 13 de dezembro de 1940 |
| Cruz Germânica em Ouro                                           | 6 de agotso de 1942    |
| Cruz de Cavaleiro da Cruz de Ferro                               | 7 de junho de 1944     |
| Cruz de Cavaleiro da Cruz de Ferro com Folhas de Carvalho nº 524 | 11 de julho de 1944    |
| Ordem do Mérito da República Federal da Alemanha 1ª Classe       | julho de 1968          |